# Roy (Nuovo Messico)
Roy è un villaggio degli Stati Uniti d'America, situato nello stato del Nuovo Messico, nella contea di Harding.